# Karl Friedrich Anton von Hohenthal

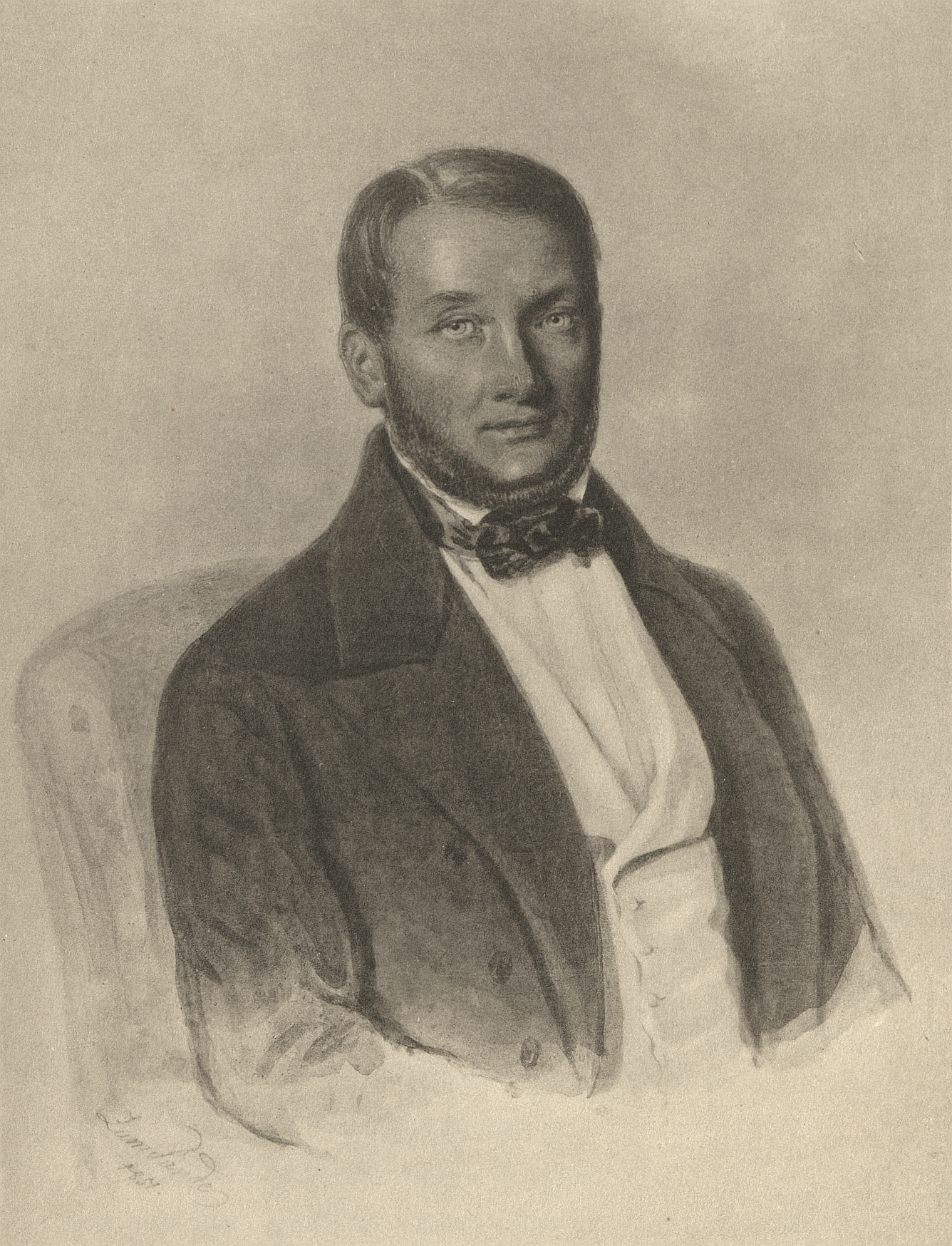
Karl Friedrich Anton von Hohenthal

Karl Friedrich Anton Graf von Hohenthal, auch Hohenthal-Püchau, (* 6. November 1803 in Merseburg; † 11. Dezember 1852 in Hohenprießnitz) war ein königlich sächsischer Kammerherr und Fideikommissherr. Hohenthal war von 1839 bis 1848 Mitglied der Ersten Kammer der Sächsischen Ständevertretung. Er wurde 1851 zum Obermundschenk des Großherzogtums Sachsen-Weimar-Eisenach ernannt.

## Leben

### Familie
Die Familie Hohenthal ist ein Adelsgeschlecht, das ursprünglich aus dem Kurfürstentum Sachsen stammte. Peter Hohmann, königlich polnischer und kursächsischer Rat, erhielt am 2. März 1717 zu Wien den Reichsadelsstand mit dem Prädikat Edler von Hohenthal und wurde in die Reichsritterschaft aufgenommen. Die Familie teilte sich im 18. Jahrhundert in zwei Linien. Im September 1736 wurden Angehörige des Geschlechts in den Reichsfreiherrenstand erhoben. Während des kursächsischen Reichsvikariats erhielten Mitglieder der zweiten Linie im August 1790 den Reichsgrafenstand.
Der kursächsische Amtshauptmann Carl Ludwig August von Hohenthal heiratete am 15. April 1800 in Hohenerxleben Ehrengarde Friederike Wilhelmine von Krosigk (* 30. Dezember 1781 in Hohenerxleben; † 8. April 1849 in Leipzig), eine Tochter des Rittergutsbesitzers Gebhard Anton von Krosigk. Sie waren die Eltern von Karl Friedrich Anton. Er war das älteste Kind und hatte noch zwei Brüder und zwei Schwestern. Der sächsische Diplomat und Politiker Karl Adolf von Hohenthal war sein jüngerer Bruder.

### Beruflicher Werdegang
Im Alter von neun Jahren erlebte Hohenthal im Oktober 1813 die Völkerschlacht bei Leipzig als Augenzeuge. Das Haus in Leipzig, in dem er sich mit seiner Familie aufhielt, erhielt während der Schlacht einen Granatentreffer. Er wurde zunächst von Hauslehrern unterrichtet und besuchte von 1818 bis 1821 die Fürstenschule Pforta. Im Anschluss unternahm er eine längere Reise nach Gent sowie durch Frankreich und Belgien, wobei er seine Kenntnisse über die französische Sprache vervollkommnen konnte. Ab 1822 studierte er Rechtswissenschaften an der Universität Leipzig und absolvierte 1825 das juristische Staatsexamen.
Einen Eintritt in den sächsischen Staatsdienst verhinderte aber der Tod seines Vaters 1826. Hohenthal erbte die umfangreichen väterlichen Besitzungen, die von seinem Onkel auf ihn übergegangen waren. Der sehr verstreut gelegene Grundbesitz umfasste unter anderem Güter in Püchau mit Schloss Püchau, Hohenprießnitz, Wartenburg, Lauenstein, Kayna sowie Mühltroff und Burg Mühltroff. Unter dem Eindruck der Julirevolution von 1830 verfasste und veröffentlichte er die Schrift Blicke auf Sachsen und seine gegenwärtige Verfassung im Jahre 1830, in der er die Notwendigkeit einer Umwandlung der feudalen Verhältnisse in ein konstitutionelles Staatswesen forderte, aber unter Beibehaltung gewisser aristokratischer Elemente.
Ab 1831 bewohnte Hohenthal vor allem in den Frühjahres- und Sommermonaten das Schloss Püchau, dessen umfangreiche Park- und Gartenanlagen er im Englischen Stil neu gestalten ließ. Er fügte auch seinem Namen den Namen der Besitzung hinzu und begründete damit die gräfliche Linie der Hohenthal-Püchau. Im Winter bezog er oftmals die familieneigenen Stadtquartiere in Berlin, Dresden oder Weimar.
Als Angehöriger der Ritterschaft des Leipziger Kreises wurde Hohenthal 1839 von König Friedrich August II. von Sachsen zum Mitglied der Ersten Kammer der Sächsischen Ständevertretung, den 3. Landtag, auf Lebenszeit ernannt. Er gehörte durchgehend bis zum 7. Landtag von 1848 der Ersten Kammer an und vertrat als Abgeordneter die Ritterschaft des Leipziger Kreises. Im letzten Landtag vor der Auflösung der Ständeversammlung in Folge der Februarrevolution 1848 gehörte Hohenthal zu der Minderheit, die sich für eine Beibehaltung der Verfassung von 1831 einsetzte. Auch nach seiner Abgeordnetenarbeit blieb Hohenthal politisch aktiv, so schrieb er 1850 eine Denkschrift, in der er ein Verbleiben des Königreiches Sachsen im Dreikönigsbündnis mit den Königreichen Hannover und Preußen sowie der Erfurter Union befürwortete.
Karl Friedrich Anton Graf von Hohenthal starb am 11. Dezember 1852, im Alter von 49, auf seinem Gut in Hohenprießnitz. Für seine Verdienste ernannte ihn König Friedrich August bereits 1846 zum königlich sächsischen Kammerherren und Großherzog Carl Friedrich 1851 zum großherzoglich sachsen-weimar-eisenacher Obermundschenken. Er war Ritter des Johanniterordens.

### Ehen und Nachkommen
Karl Friedrich Anton von Hohenthal heiratete am 29. September 1829 in Warmbrunn die Gräfin Hedwig Walpurga von Schaffgotsch-Kynast (* 24. März 1810). Beide lernten sich im Frühjahr 1829 in Breslau kennen und verlobten sich im Mai 1829. Während einer größeren Reise durch Südeuropa 1831 wurden sie in der Karwoche auch Papst Gregor XVI. vorgestellt. Hedwig Walpurga starb völlig unerwartet nach kurzer Krankheit am 27. Oktober 1836 mit 26 Jahren. Aus der Ehe ging ein Sohn, Karl Julius Leopold Graf von Hohenthal (* 21. Juni 1830 in Dresden; † 16. Februar 1892 in Meran), hervor. Er erbte den Fideikommiss Püchau und wurde wie sein Vater sächsischer Kammerherr sowie Leutnant in der Preußischen Armee. 
In zweiter Ehe heiratete Karl Friedrich Anton von Hohenthal am 27. Juli 1838 die Gräfin Emilie Albertine von Gneisenau (* 28. Dezember 1809; † 17. Februar 1855), eine Tochter des preußischen Generalfeldmarschalls August Neidhardt von Gneisenau. Das Paar hatte sechs Kinder, drei Söhne und drei Töchter. Walburga von Hohenthal, die erstgeborene, war eine bedeutende Autorin. Sie war Hofdame von Victoria, der Gattin des späteren Kaisers Friedrich III., und Ehefrau des britischen Gesandten Augustus Berkeley Paget. Ihr jüngerer Bruder Moritz von Hohenthal diente als preußischer Rittmeister und war ab 1888 Mitglied im Preußischen Herrenhaus. Die jüngste Tochter Agnes Isidore Margarete von Hohenthal (* 13. Dezember 1846; † 1934) heiratete 1872 den Juristen und Rittergutsbesitzer Johannes von Saldern.

## Veröffentlichungen (Auswahl)
- Blicke auf Sachsen und seine gegenwärtige Verfassung im Jahre 1830. Wienbrack, Leipzig 1831. (Digitalisat.)[4]
- Die conservative Partei in Sachsen und ihre Stellung zur Deutschen Frage. Arnold, Dresden 1850.(Digitalisat.)[5]